# Prionopaltis
Prionopaltis là một chi bướm đêm thuộc họ Crambidae.

## Các loài
- Prionopaltis consocia Warren, 1892[3]
- Prionopaltis sericea Warren, 1892[3]
- Prionopaltis subdentalis Swinhoe, 1894[4]